# Metro-ongeluk in Washington 2009
Het metro-ongeluk in Washington 2009 was een botsing tussen twee metro's die plaatsvond op 22 juni 2009 in de Amerikaanse hoofdstad Washington D.C.
In de avondspits reed een metro van de Rode lijn van de metro van Washington tegen de achterkant van een andere, stilstaande metro van dezelfde lijn. Hierbij kwamen 9 mensen om het leven. Het was het ergste metro-ongeluk in veertig jaar tijd in Washington.

## Het ongeluk
Het ongeluk gebeurde op een bovengronds deel van de Rode lijn, bij de grens met de staat Maryland in het noordoosten van de stad. Een trein reed achter op een andere trein die moest wachten voor een rood sein.
Het voorste deel van de achteropkomende metro werd omhoog gedrukt en kwam boven op het achterste deel van de andere terecht. Reddingswerkers moesten passagiers met ladders naar buiten helpen. Sommige inzittenden zaten bekneld.
De volgende tijdlijn weergeeft in het kort het verloop van het ongeluk, de aangegeven tijden zijn lokale tijd (EDT):
16:57 – Trein 112 vertrekt uit station Takoma.
17:02 – Trein 112 botst op trein 214, welke stilstond tussen de stations Takoma en Fort Totten.
17:20 – Reddingswerkers betreden het voorste rijstel van trein 112.